# بيارن براستاد
بيارن براستاد (بالنرويجية البوكمول: Bjarne Brustad)‏ هو موسيقي وملحن نرويجي، ولد في 4 مارس 1895 في كريستيانية في النرويج، وتوفي في 20 مايو 1978 في أوسلو في النرويج.

## وصلات خارجية
- بيارن براستاد على موقع ميوزك برينز (الإنجليزية)
- بيارن براستاد على موقع ديسكوغز (الإنجليزية)